# Пейзажна алея
Пейзажна алея — зона відпочинку у Києві, прокладена по місцю розташування зритих оборонних валів Верхнього міста, які йшли понад яром, над урочищем Гончарі. Створена у рамках підготовки до святкування 1500-річчя Києва у 1982 році.

## Розташування та історія створення
Фактично це доріжка (автомобільно-пішохідна), яка повторює трасу валу і об'єкти ландшафтного дизайну навколо (бордюри, паркова скульптура, дитячі майданчики, клумби тощо). Бере свій початок від оглядового майданчика біля Національного музею історії України і завершується між будинками № 36 і 40 по вулиці Великій Житомирській. Алея була прокладена на початку 1980-х років за проєктом архітектора Аврама Мілецького.
Мета споруди алеї — створити можливість огляду туристами видів Подолу та Дніпра з висоти історичного Верхнього міста. Вона проєктувалася як частина комплексу Архітектурно-історичного заповідника «Стародавній Київ», який повинен був охопити території історичних градів, що складали Київ. Також за задумом авторів ідеї, проєктом передбачалося:
- організація Археологічного музею просто неба;
- створення Музею містобудування XIX століття і народних ремесел;
- реконструкція однієї із стародавніх вулиць Києва — Андріївського узвозу;
- будівництво будівель Інституту археології АН УРСР і Музею цього інституту, а також інших будівель;
- впорядкування київських гір: Старокиївської, Дитинки, Замкової, Уздихальниці і схилів стародавнього Копирева кінця.

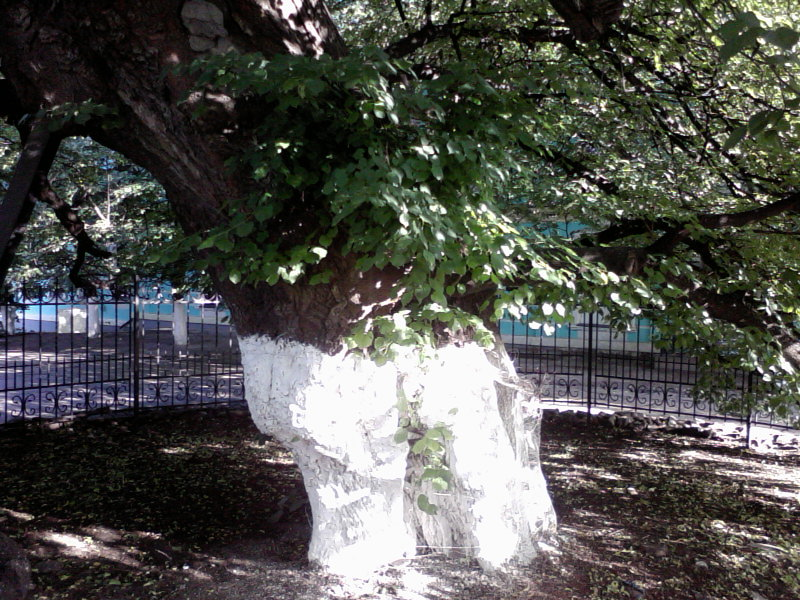
350-літня липа

Зі всього масштабного проєкту, була реалізована тільки «Пейзажна алея».
В 2019 році «Київавтодор» оголосив тендер на ремонт Пейзажної Алеї. За її реконструкцію готові заплатити 4,2 млн грн
Нині парк мозаїчно-керамічних скульптур на Пейзажній алеї нараховує 75 об'єктів. 

## Боротьба проти забудови
В 2007 році на Пейзажній алеї, на території Державного історико-архітектурного заповідника «Стародавній Київ» планувалося збудувати 7-9-поверховий будинок із двома підземними поверхами для вищих чиновників МЗС. Законність відведення ділянки під багатоповерхівку, достовірність археологічної експертизи та безпечність цієї забудови викликали сумніви в зацікавлених громадян. З серпня-вересня 2007 року громадські активісти почали боротьбу проти забудови, в ході якої утворилася ініціатива «Збережи старий Київ». Поступово вдалося припинити і скасувати будівництво.

## Дитячий сквер
У 2009 році на Пейзажній алеї (на місці де перед цим було заплановане будівництво багатоповерхівки) був облаштований дитячий сквер з лавками і величезними котами. У ньому встановлені фонтани у вигляді слоника, голів зебр, викладена мозаїкою 30-метрова кішка-стонога, лавки у вигляді кролика, ворони, кота. Благоустроєм скверу, на якому раніше був пустир, займався міський скульптор Костянтин Скритуцький.
Маленький принц, фігура якого прикрашає сквер — подарунок від Французького центру культури
Усього на роботи витратили близько мільйона гривень, причому 15 % зібрали самі мешканці навколишніх будинків, решту дали спонсори.

## Артмайданчик
У 2013 році на Пейзажній алеї був облаштований дитячий майданчик, відкритий 14 січня 2013 року. У ньому встановлена скульптурна композиція, що за словами авторів та інвесторів символізує два світи: «тіньової економіки» та «процвітаючої держави». Сполучною ланкою між двома «світами» служить фонтан у формі знака гривні. Проєкт здійснено за ініціативи Національного Банку України. Територія дитячого майданчика огороджена металевим парканом, доступ на майданчик можливий лише з 7:00 до 22:00.